# Дуэль после маскарада
«Дуэль после маскарада» (фр. Suites d'un bal masqué) — картина французского художника Жана-Леона Жерома, написана в 1857 году.
Дуэли были чрезвычайно популярны среди третьего сословия в эпоху Второй французской империи. Находясь под впечатлением от одного поединка, произошедшего зимой 1856—1857 года в Булонском лесу, Жером написал картину, в которой, по мнению критиков, отразил весь драматизм трагического итога дуэлей, губящих беспечную молодёжь. Работа выставлялась на «Парижском салоне» 1857 года, где пользовалась успехом у публики. Продана Эрнесту Гамбару, поместившему её в свою художественную галерею в Лондоне. Через некоторое время полотно выкупил находившийся в изгнании в Англии герцог Омальский. На Всемирной выставке 1867 года в Париже картина получила главный приз в области живописи. Вернувшись на родину, во Францию, герцог Омальский в 1871 году поместил картину в коллекцию своей загородной усадьбы Шантийи, где она и хранится по сей день. Помимо этого известно местонахождение предварительных рисунков Жерома, а также двух версий картины. Они хранятся в Художественном музее Уолтерса в Балтиморе и Государственном Эрмитаже в Санкт-Петербурге.

## История и создание

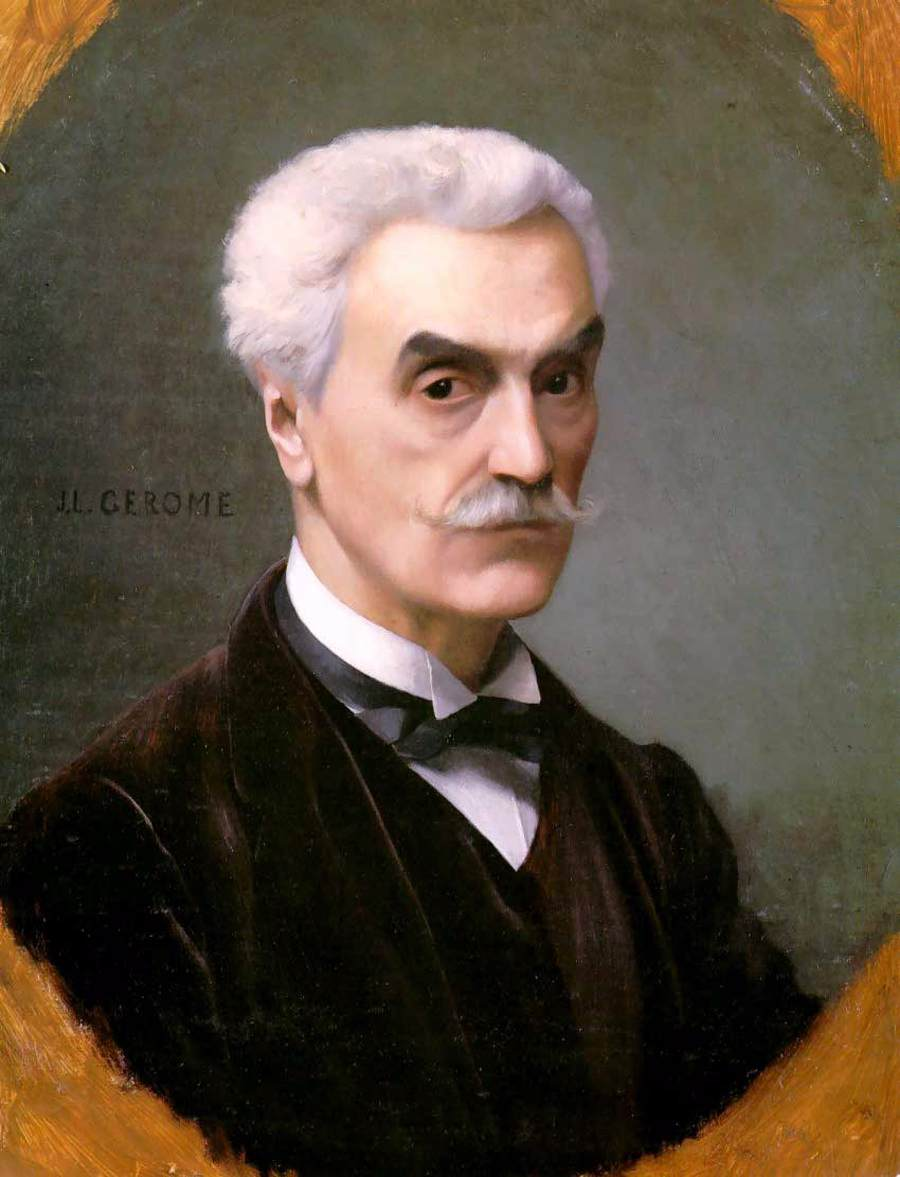
Жан-Леон Жером. Автопортрет, 1886 год

Французский живописец Жан-Леон Жером (1824—1904) учился у известных художников Поля Делароша и Шарля Глейра, прививших ему страсть к путешествиям, изучению обычаев разных народов и особую любовь к Востоку. Первые картины Жерома высоко оценил Теофиль Готье, один из самых уважаемых и влиятельных художественных критиков, впоследствии — друг художника. На заре зарождения массовой культуры провинциал Жером пошёл навстречу новой публике формирующейся буржуазной Франции. Он, став знаменитым у салонной аристократии, познакомил её как со своими академическими портретами и мелодраматическими полотнами, так и с картинами о наполеоновских походах и жизни на арабских базарах, работами на мифологические и эротические темы. Находясь на пике своей карьеры в искусстве, Жером был постоянным гостем императорской семьи и занимал должность профессора в Школе изящных искусств. Его студия была местом встречи художников, актёров и писателей, а сам Жером стал легендарным и уважаемым мастером, известным своим язвительным остроумием, пренебрежительным отношением к дисциплине, но жёстко регламентированными методами преподавания и крайней враждебностью к импрессионизму.

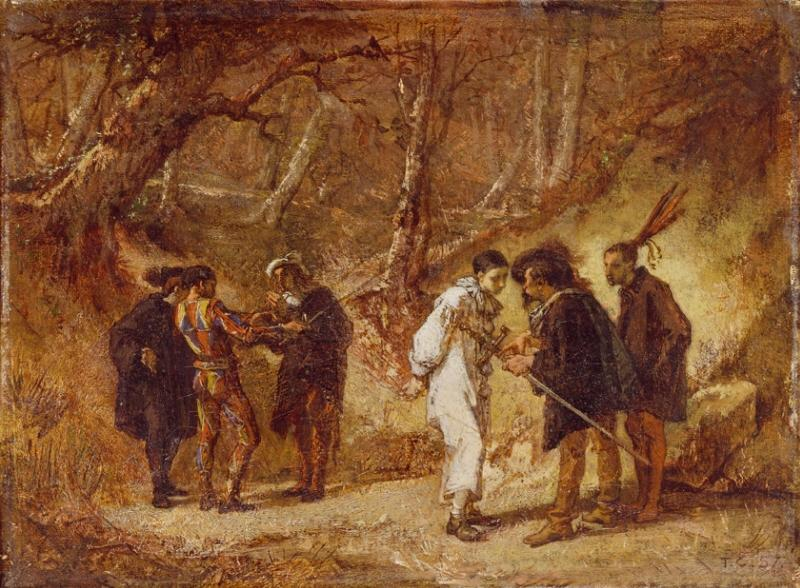
«Дуэль после маскарада», Тома Кутюр, 1857 год.

Картина была написана Жеромом в 1857 году, спустя год после смерти его учителя Делароша. В том же году работа была выставлена на «Парижском салоне», где пользовалась большим успехом у публики и критиков, активно споривших о том, какой именно инцидент взял Жером за основу для своего произведения. Дуэли на шпагах и пистолетах стали необычайно популярны среди французского среднего класса в начале XIX века. Дуэли выражали не столько аристократическую гордость, сколько буржуазную благопристойность и респектабельность, а также суицидальные намерения, о которых невозможно было открыто высказаться. По мнению Эдмона Абу, данная тема появилась в творчестве Жерома под впечатлением от присутствия на нескольких костюмированных поединках в Булонском лесу, в частности, на дуэли зимой 1856—1857 годов между двумя политиками — депутатом империи Делэн-Монто, отцом Пьера Делэн-Монто, и Симфорьеном Буателле (будущий префект парижской полиции). В том же году, основываясь на воспоминаниях от дуэли между Делэн-Монто и Буателле, Тома Кутюр написал свою «Дуэль после маскарада» (Собрание Уоллеса). На ней изображён лишь разговор дуэлянтов со своими секундантами перед поединком (действие происходит в другое время года). Примечательно, что в 1861 году Жером сам участвовал в дуэли из-за поведения своей жены Матильды, приняв вызов арт-дилера Артура Стивенса, за плечами которого был опыт участия в 99 поединках. Художник, не очень опытный стрелок, выжил в этой дуэли, но был ранен в правую руку.

## Описание
Картина размерами 50 × 72 см выполнена маслом на холсте. На полотне — трагическое окончание дуэли, состоявшейся при участии шести человек серым зимним утром, в окутанном туманом Булонском лесу. Человек, одетый в костюм Пьеро, смертельно ранен в поединке на шпагах и рухнул на руки друга, одетого герцогом де Гиз. Хирург в костюме венецианского дожа осматривает рану в левой стороне груди смертельно бледного Пьеро и пытается остановить поток крови, в то время как человек в костюме Домино, упав на колени, в отчаянии обхватил руками свою голову. Оставшийся в живых дуэлянт, одетый  индейцем, бросил шпагу рядом с перьями из своего головного убора на оттаявшую от многочисленных следов и капель крови землю. Он идёт под руку со своим секундантом Арлекином по дороге к ждущей их карете, еле заметной вдали. Рядом с каретой, на краю леса прогуливается несколько человек.
Картина состоит из двух отдельных частей: правая сторона — победитель с компанией, удаляющийся на второй план; левая сторона — побеждённый в окружении трёх человек. Посередине полотна Жером оставил широкое пустое пространство со следами прошедшей схватки, пригласив зрителя представить в уме, что же случилось на этом месте. На заснеженной земле лежат несколько перьев из головного убора индейца и шпага, по направлению которой можно найти побеждённого, а затем и победителя. Панорама холодного унылого леса кажется бесконечной, усиливая чувство трагедии и пустоты, вдобавок к ощущению абсурдности и театральности происходящего, создающихся у зрителя яркими костюмами участников дуэли. В картине также заметен переход Жерома от исторической живописи к ориентализму как виду жанровой живописи .Как бы приняв участие в этой дуэли, Жером своей картиной хотел показать салонным завсегдатаям реальный результат этого поединка, скрытый за пеленой комедии дель арте. Сцена дуэли, характеризующаяся диссонансом между серым фоном и яркими костюмами, несёт в себе пафос, проявившийся в позе фигуры Пьеро и крови на его одежде. Как отметил Норберт Вольф, картина исполнена истинного драматизма благодаря умелому цветовому решению, сочетающему в себе яркие всплески белого цвета, оттенённые чёрным и красным, которые уравновешены «меланхолической нейтральностью» фона. Акцентирование внимания на трупе и отвлечённость от фигур убийц были неоднократно повторены Жеромом, например, в картинах  «Казнь маршала Нея» 1865 года (Музеи Шеффилда) и «Смерть Цезаря» 1867 года (Художественный музей Уолтерса).

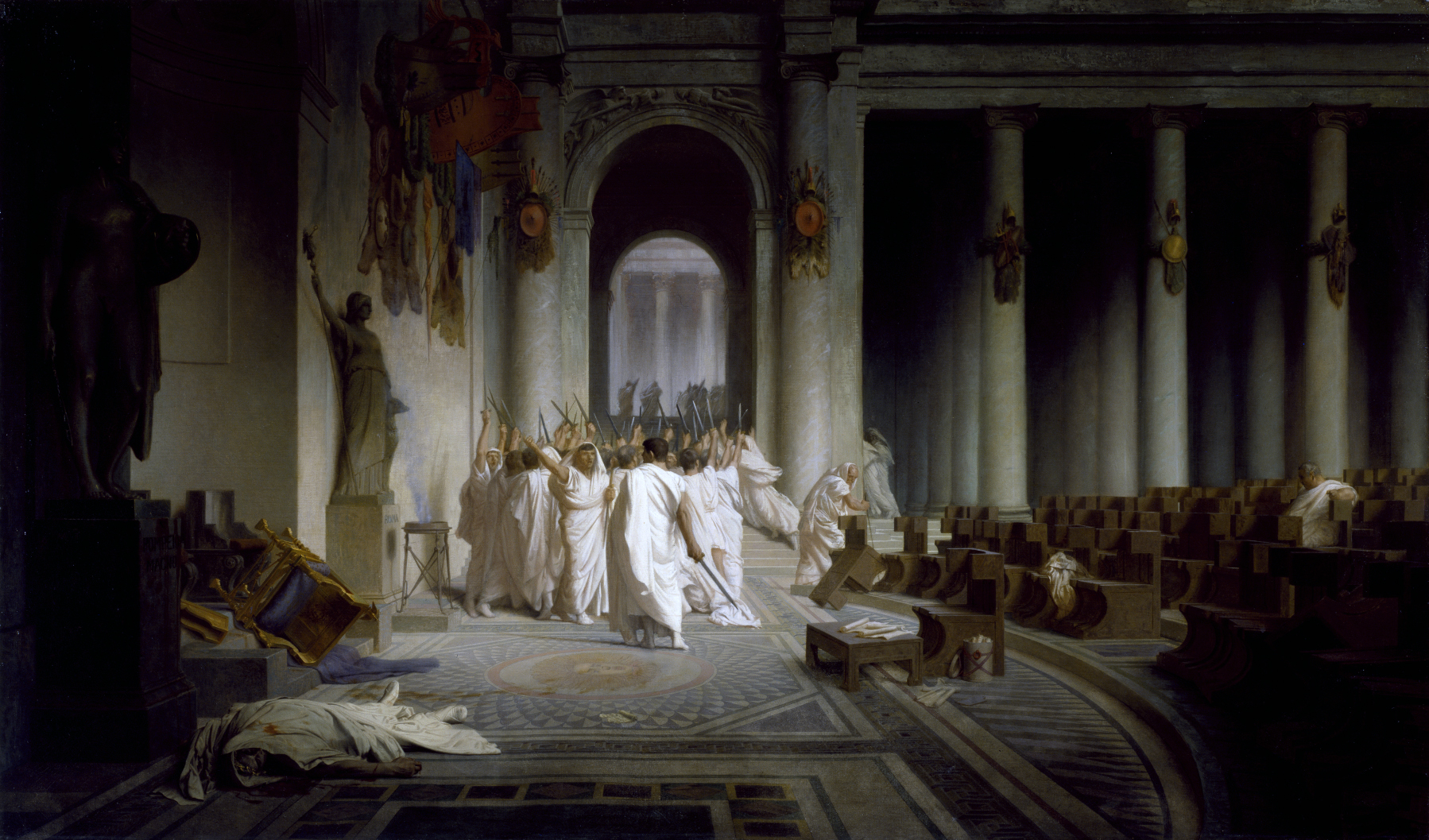
«Смерть Цезаря».
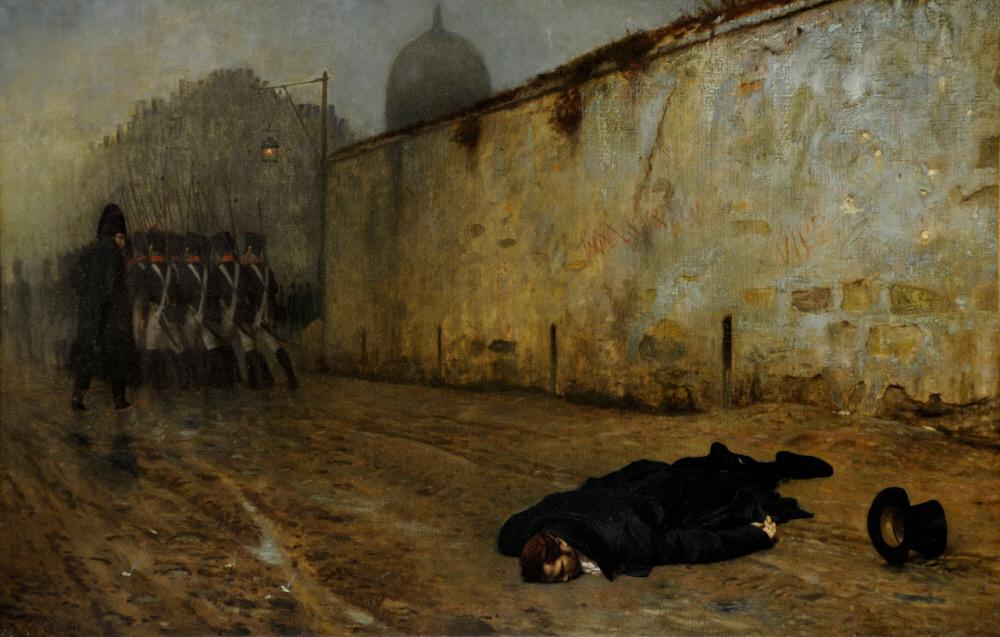
«Казнь маршала Нея».

## Судьба, копии
В 1858 году «Дуэль после маскарада» была куплена Эрнестом Гамбаром за 20 тысяч франков, после чего выставлялась в его лондонской галерее. В статье в газете «The Times» особо подчёркивались яркость красок фигур и общая выразительность полотна: «мы никогда не видели персонажа, в каждой черте которого была прописана смерть, и личность — правдивую и чёткую как смертельно раненый Пьеро». Намекая на состояние французской морали, критик отметил, что картина с изображением дуэли — это «нравоучение от Жерома, более тонкое, чем у Хогарта». После выставки картину приобрёл Генрих Орлеанский, герцог Омальский, находившийся в изгнании в Англии и проживающий в Туикенеме. Жером  считал картину одной из величайших своих работ. В 1867 году Жером одолжил картину у герцога Омальского через их общего друга Шарля Жалабера для Всемирной выставки в Париже, где «Дуэль»получила главный приз в категории живописи. По свидетельству Теофиля Готье, работа «пользовалась успехом на Салоне; и, так как картина была небольшой, нужно было простоять в очереди, чтобы её увидеть». После возвращения из ссылки в 1871 году герцог Омальский поместил картину в коллекцию своей усадьбы «Шантийи». С тех пор оригинал находится в музее Конде в Шантийи (Франция).

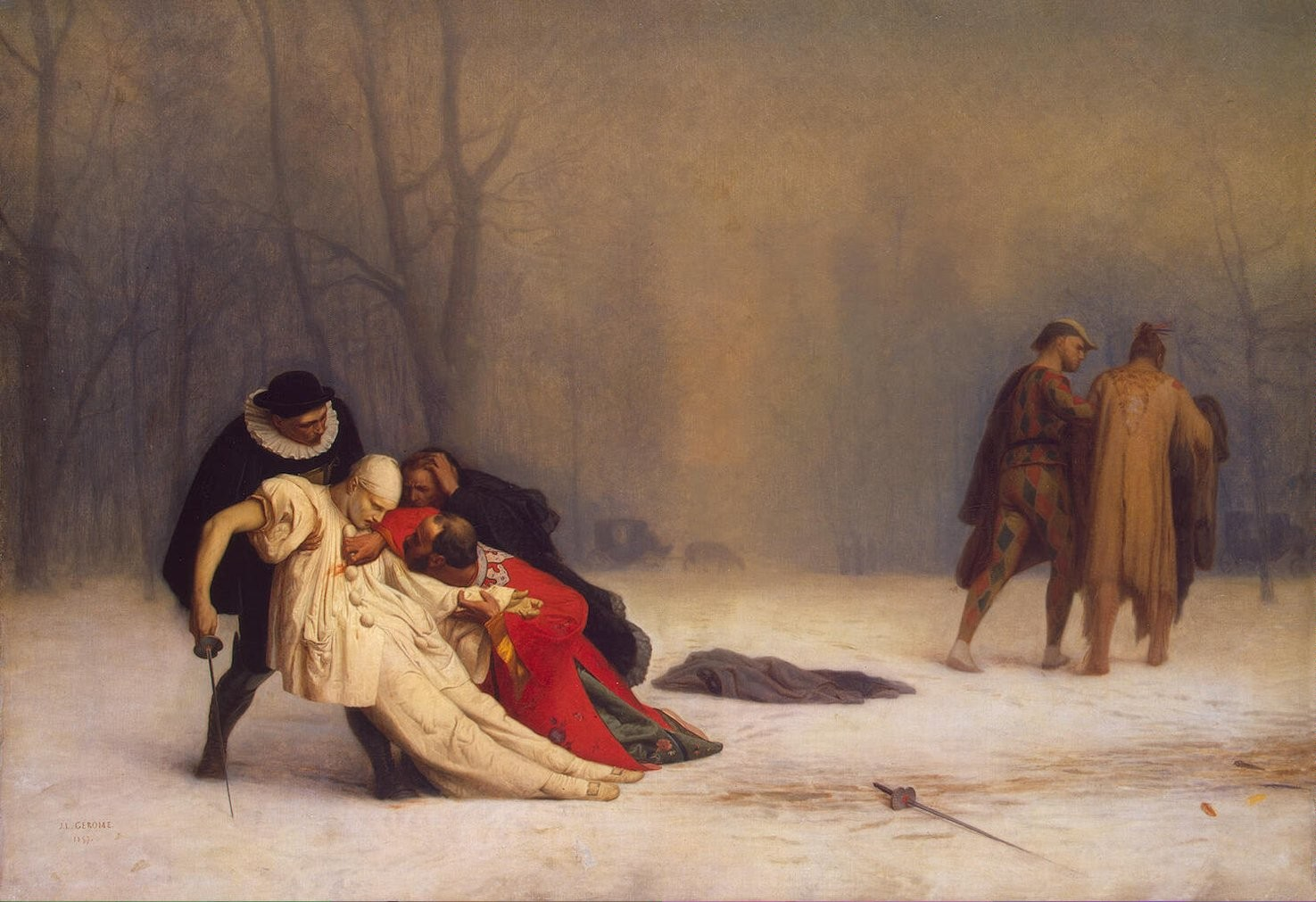
Коллекция Государственного Эрмитажа
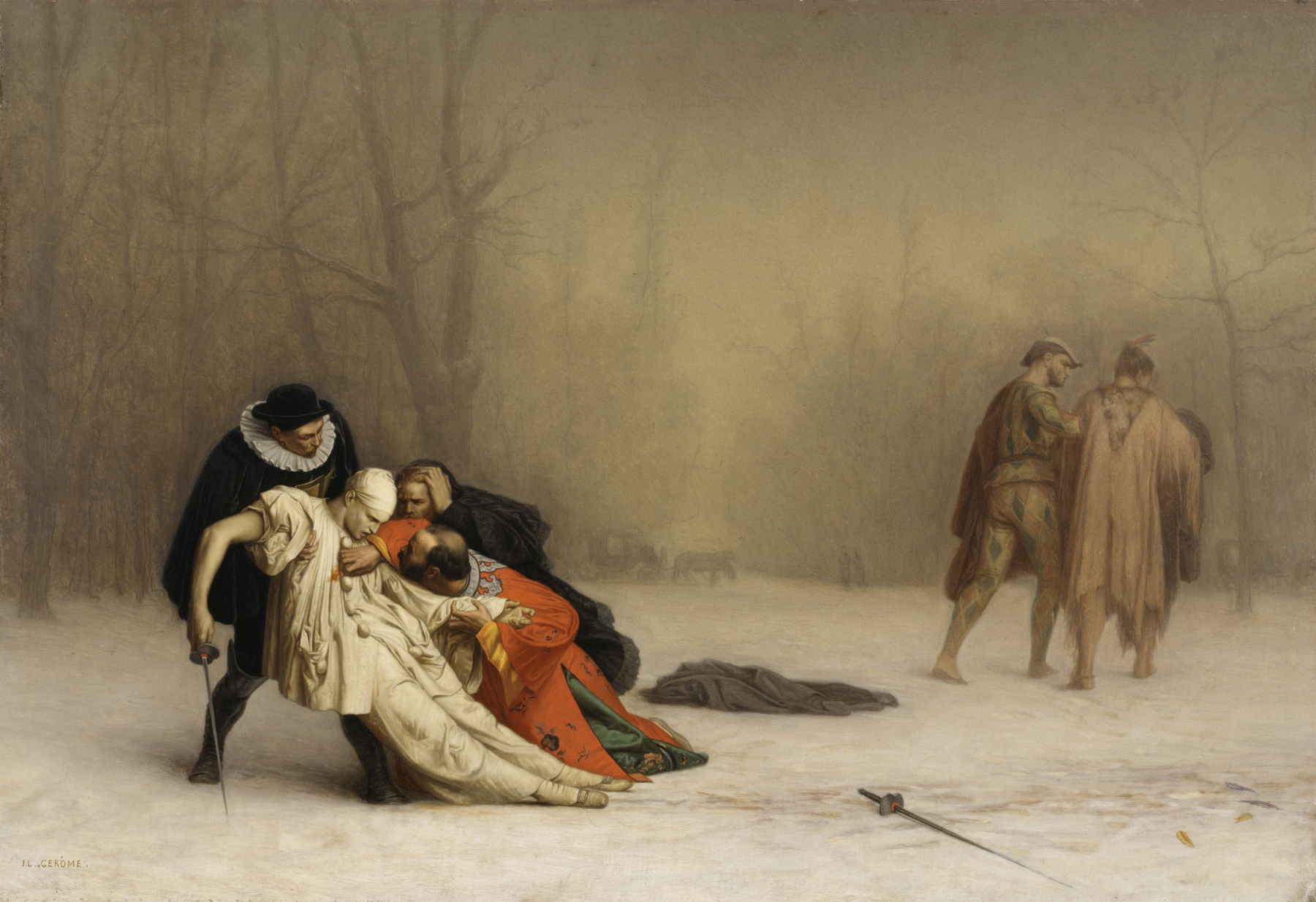
Коллекция Художественного музея Уолтерса

В 1859 году на выставке в Национальной академии дизайна в Нью-Йорке копию картины приобрёл коллекционер и бизнесмен Уильям Томпсон Уолтерс за 2500 долларов США. Подлинность копии была подтверждена личным письмом Жерома, несмотря на то, что в левом углу картины стояла его подпись. Практически в то же время Уолтерс серьёзно занялся коллекционированием предметов искусства и переехал в дом в самом модном районе Балтимора — Маунт-Вернон, а позднее создал свою художественную галерею. После смерти Уильяма Уолтерса (1894) дом со всей коллекцией перешёл по наследству в собственность его сына Генри Уолтерса. При опросе, проведённом зимой 1909—1910 годов, жителям Балтимора было предложено определить 55 любимых произведений искусства. По  результатам опроса на первом месте оказалась картина «Дуэль после маскарада». Генри Уолтерс «на благо общественности» завещал здание и коллекцию мэру и городскому совету Балтимора. В 1931 году, после смерти  Генри Уолтерса, картина была передана  художественному музею Уолтерса в Балтиморе, где и находится по сей день (39,1 × 56,3 см; инв. 37.51).

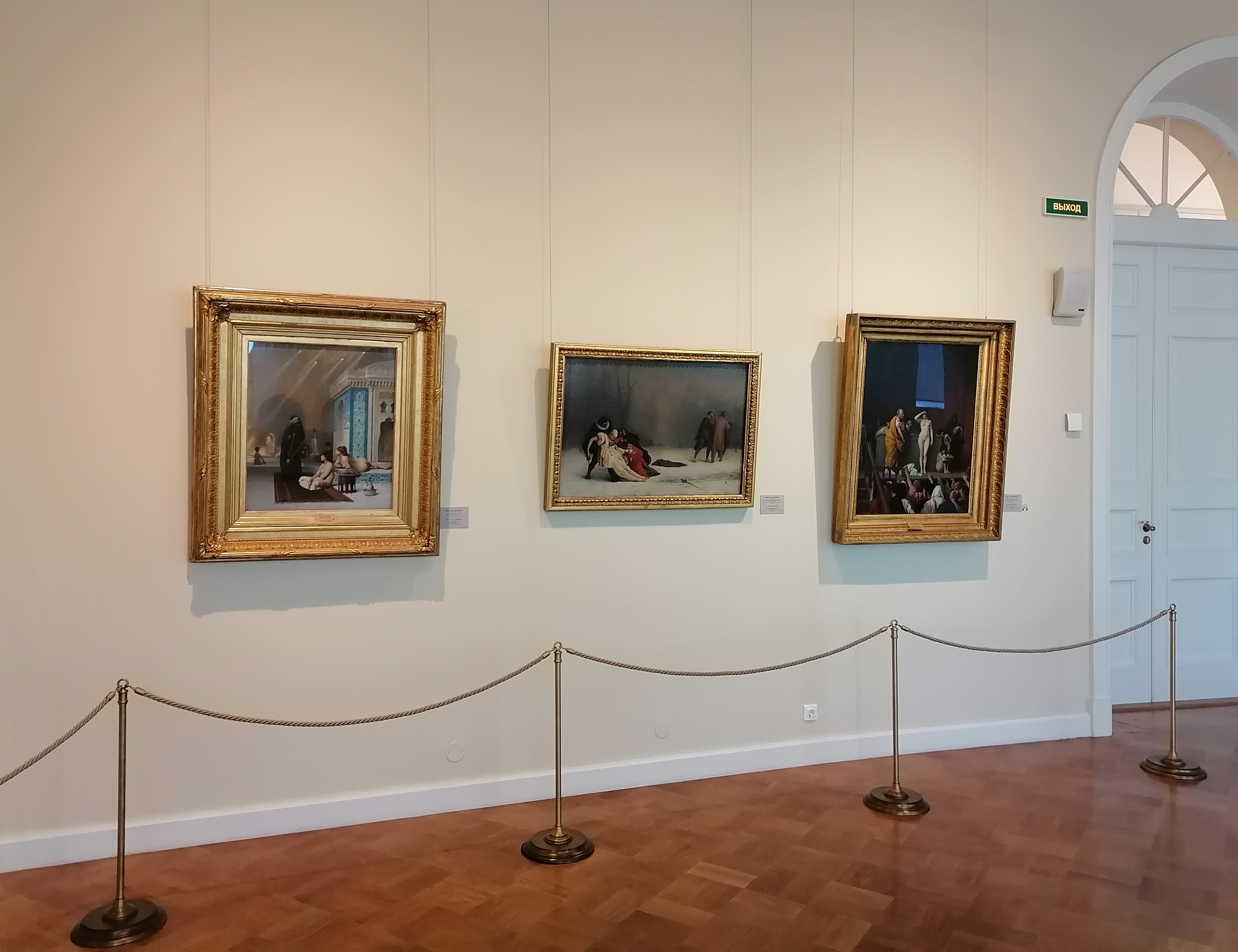
Картины Жерома в 308 зале здания Главного штаба

Написание художниками копий своих картин было необычным для того времени, однако Жером создал ещё две версии этой картины — для великого визиря Османской империи Али-паши и российского императора Александра II. Последняя была заказана графом Кушелевым-Безбородко, пожелавшим изменить сюжет, поскольку ему было непонятно, кто же убил Пьеро — Арлекин или Индеец, по причине того, что они беседуют, повернув головы друг к другу. Это пожелание было принято Жеромом, и он изменил положение фигуры Индейца, погруженного в печальные мысли. Отвернув голову Индейца в сторону от Арлекина, Жером намекнул на то, кто из них двоих — убийца. В марте 1861 года картина была выставлена в Академии художеств, где у неё задерживалась публика, вероятно, ещё помнящая трагический исход дуэлей Пушкина и Лермонтова. В связи с этим в путеводителе по выставке было отмечено, что «у кого не сжималось сердце перед этой волнующей драмой, где великий художник так хорошо сумел передать ужасный контраст оледенелой природы и дикой горячности человеческих страстей», а в журнале «Русский художественный листок» говорилось, что «несмотря на маскарадные костюмы, содержание её [картины] полно драматизма и затрагивает одну из мрачных сторон общественной жизни, которые губят благородную, беспечную и увлекающуюся молодежь». В 1922 году копия полотна была передана из кушелевской коллекции Академии художеств в Государственный Эрмитаж (68 × 99 см; инв. ГЭ-3872), и выставляется в 308 зале здания Главного штаба. Также известно местонахождение двух предварительных рисунков Жерома, один из которых хранится в частной коллекции, другой — в кабинете рисунков замка Сфорца в Милане.

## Комментарии
1. ↑  Дословный перевод названия — «Последствия бала-маскарада».